# Веліоя (підрозділ окружного секретаріату)
Підрозділ окружного секретаріату Веліоя — підрозділ окружного секретаріату округу Муллайтіву, Північна провінція, Шрі-Ланка. Складається з 9 Грама Ніладхарі.